# Extinct
Extinct (¡Nos hemos extinguido! en España y Extintos en Hispanoamérica) es una película de comedia de aventuras animada por computadora de 2021 dirigida por David Silverman y codirigida por Raymond S. Persi, a partir de un guion de Joel H. Cohen, John Frink y Rob LaZebnik. Cuenta con las voces de Rachel Bloom, Adam DeVine, Zazie Beetz, Ken Jeong, Catherine O'Hara, Benedict Wong, Reggie Watts y Jim Jefferies en una historia que sigue a dos flummels, una especie extinta parecida a un conejo, que se ven transportados de su hogar en la isla en el año 1835 hasta la actual Shanghái.
La película se estrenó en Rusia el 11 de febrero de 2021, luego en cines por Sky Cinema en el Reino Unido el 20 de agosto de 2021 y luego se estrenó en todo el mundo en Netflix el 19 de noviembre de 2021.

## Argumento
Los hermanos Op y Ed son flummels, criaturas esponjosas parecidas a conejos con agujeros en el centro que son nativas de las islas Galápagos. La pareja es condenada al ostracismo por su comunidad, debido a la propensión de Op al desastre. Justo antes de que Charles Darwin descubra su isla durante uno de sus viajes, Op y Ed encuentran y caen en una gran flor que los teletransporta a la actual Shanghái, donde conocen y se hacen amigos de un caniche llamado Clarance. Los hermanos se enteran de que su especie ahora está extinta después de que Darwin encontrara la isla destruida por una erupción volcánica.
Clarance los lleva a la Terminal del Tiempo, un pabellón donde el dueño de Clarance, el Dr. Chung, guardaba y estudiaba las flores y sus semillas, que tienen propiedades para viajar en el tiempo. Op golpea accidentalmente algunas semillas, lo que provoca un mal funcionamiento de la Terminal y envía a Clarance a la Antártida de 1915, junto con la semilla que lleva a los flummels a casa. En la Antártida, Clarance es capturada por el equipo de expedición de Ernest Shackleton. Con la ayuda de los Extintables, un equipo de animales extintos compuesto por Dottie, un dodo; Burnie, un tigre de Tasmania; Alma, una Macrauchenia; y Hoss, un Triceratops, que fueron comprados por el Dr. Chung a la Terminal: Op y Ed viajan a través de cada semilla para encontrar la que los puede llevar a casa y rescatar a Clarance.
Después de una pelea con Ed, Op regresa a la época de los flummels, donde intenta advertir al resto de los flummels sobre el volcán. Clarance la encarcela y le dice que los flummels arruinaron su vida y que en realidad él está detrás de su extinción. Clarance había sido adoptada por el Dr. Chung, pero después de que el Dr. Chung quedó encantado con los adorables flummels, Clarance se volvió inconformista, empujó al Dr. Chung hacia una de las flores y destruyó la semilla que lo enviaría de regreso. Luego provocó la extinción de los flummels al colocar una bomba de dron. Después de la llegada de Ed después de ver el video que hizo Op, hacen varios intentos de escapar y detener la bomba, y finalmente despliegan una semilla para mover toda la isla al presente. Clarance sobrevive, pero el Dr. Chung llega y lo envía de regreso a la Antártida de 1915, agradeciendo a los flummels y los Extinctables.
Algún tiempo después, Op y Ed finalmente son aceptados por su comunidad, mientras que Dottie sorprende a Ed al poner un huevo con forma de flummel. El huevo eclosiona, pero se desconoce la criatura dentro del huevo.

## Reparto
- Rachel Bloom como Op, una despreocupada Flummel crema y marrón que es la hermana de Ed
- Adam DeVine como Ed, un Flummel gris gruñón que es el hermano de Op.
- Zazie Beetz como Dottie, un dodo que es el líder de The Extinctables.
- Ken Jeong como Clarance, un caniche vestido con un suéter rojo.
- Benedict Wong como el Dr. Chung
- Jim Jefferies como Bernie, un tigre de Tasmania que es miembro de los Extintables.
- Catherine O'Hara como Alma, una Macrauchenia que es miembro de los Extintables.
- Reggie Watts como Hoss, un Triceratops que es miembro de los Extintables
- Nick Frost como Capitán Fitzroy, capitán del HMS Beagle
- Tom Hollander como Charles Darwin
- Henry Winkler como Jepson, un flummel masculino grande y gris
- Alex Borstein como Mali, una mujer marrón flummel
- Richard Kind como Wally, una ballena azul habladora

## Producción
La película se anunció por primera vez el 3 de septiembre de 2019 como una nueva película animada en producción en Cinesite Animation dirigida por David Silverman con Raymond S. Persi como codirector. El anuncio reveló a Adam DeVine, Rachel Bloom, Zazie Beetz y Ken Jeong como miembros del reparto.

## Lanzamiento
La película fue estrenada en el Reino Unido el 20 de agosto de 2021 por Sky Cinema. La película también se estrenó en Rusia en cines el 11 de febrero de 2021. Posteriormente, se estrenó mundialmente en Netflix el 19 de noviembre de 2021. Extinct estuvo en el Top 10 de películas en inglés más vistas en Netflix durante la primera semana de su estreno.

### Recepción de la crítica
El agregador de reseñas Rotten Tomatoes reportó una puntuación del 43% basada en 7 reseñas, con una calificación promedio de 4.80/10. Steve Rose de The Guardian le dio a la película 2 de 5 estrellas y escribió que: "En el mundo darwiniano del entretenimiento infantil, Extinct parece un callejón sin salida evolutivo".